# أنطور إصبعي
أنطور إصبعي (الاسم العلمي:Anthurium digitatum) هو نوع من النباتات يتبع جنس الأنطور من الفصيلة اللوفية.